# Elthenus glaucops
Elthenus glaucops är en insektsart som först beskrevs av Schmidt 1908.  Elthenus glaucops ingår i släktet Elthenus och familjen Eurybrachidae. Inga underarter finns listade i Catalogue of Life.